# روغل
روغل (بالإنجليزية: Ruggell)‏ هي Municipality of Liechtenstein تقع في ليختنشتاين في ليختنشتاين. يقدر عدد سكانها بـ 2,092 نسمة ومساحتها 7.38 كم2 وترتفع عن سطح البحر 433 متر.